# Notocelia trimaculana
Notocelia trimaculana là một loài bướm đêm thuộc họ Tortricidae. Nó được tìm thấy ở Palearctic ecozone.
Sải cánh dài 15–18 mm. Con trưởng thành bay từ tháng 6 đến tháng 7 tùy theo địa điểm.
Ấu trùng ăn Crataegus, Prunus spinosa và Pyrus.

## Hình ảnh